# Bitwa pod Lanckoroną
Bitwa pod Lanckoroną – bitwa stoczona 23 maja 1771 pod Lanckoroną w czasie konfederacji barskiej.

## Prolog
W odpowiedzi na dyktat posła rosyjskiego Nikołaja Repnina podczas konfederacji radomskiej i mieszaniu się Rosji w politykę wewnętrzną Rzeczypospolitej część konserwatywnej szlachty zawiązała w dniu 29 lutego 1768 w miejscowości Bar konfederację pod hasłami antyrosyjskimi i obrony złotej wolności szlacheckiej. Tak rozpoczęła się wojna domowa, która doprowadziła do pierwszego rozbioru Rzeczypospolitej Obojga Narodów.
Pomimo szybkiego zdobycia Baru przez armię rosyjską w czerwcu 1768, rebelia rozlała się na cały kraj. W tym samym miesiącu zawiązano konfederację Ziemi Krakowskiej, a w końcu lipca 1768 w Lanckoronie pojawił się oddział konfederatów Jerzego Marcina Lubomirskiego, uchodzący spod Krakowa przed Rosjanami (rozbity następnie 28 lipca 1768 w bitwie pod Makowem). Przez kolejne dwa lata w rejonie Lanckorony pojawiały się niewielkie oddziały konfederatów, nie zatrzymując się tutaj na dłużej.
W połowie 1770 r. francuski emisariusz wojskowy pułkownik Charles François Dumouriez, mianowany naczelnym dowódcą wojsk konfederacji, zarządził obsadzenie twierdz, m.in. Czorsztyna i Lanckorony. Początkowo zamysł ten nie został zrealizowany, gdyż oddziały konfederatów posiadały zbyt mało piechoty.

## Twierdza w Lanckoronie
Dopiero w połowie stycznia 1771 r., po wypadzie stacjonującej w dolinie Skawy dywizji marszałka bełskiego Józefa Miączyńskiego na Kraków, skierowano do Lanckorony oddział piechoty pod dowództwem regimentarza Adama Skilskiego. Ponieważ fortyfikacje zamkowe były archaiczne (XIV-XVI w.), w celu ich rozbudowy skierowano francuskiego inżyniera wojskowego, pułkownika De la Serre, mianowanego komendantem twierdzy. Do pomocy przydzielono mu kilku oficerów francuskich. W zimowych warunkach De la Serre zdołał zbudować na początek redutę z drewna oraz zasieki wokół zamku. Mimo to, 21 lutego 1771 udało się odeprzeć niespodziewany atak grenadierów rosyjskich, prowadzonych przez Aleksandra Suworowa.
W kwietniu przybył do Lanckorony Dumouriez, prowadząc działa oraz oddziały z nowego zaciągu. Na świeżo wykonanych umocnieniach ziemnych twierdzy rozmieszczono 10 armat. Załoga liczyła 300 żołnierzy. Dumouriez urządził w Lanckoronie magazyn broni (w tym 15 dział) dla potrzeb armii polowej. W miejscowościach starostwa lanckorońskiego koncentrowały się oddziały konfederatów, podejmujące coraz śmielsze akcje w kierunku zajętego przez Rosjan Krakowa. Opanowano klasztor w Tyńcu, wokół którego rozpoczęto sypanie szańców. Mniejsze reduty zbudowano na podkrakowskich Krzemionkach oraz w Bobrku, dla osłony przeprawy przez Wisłę pod Oświęcimiem.

## Wyprawa Suworowa
Działania konfederatów spowodowały panikę u rosyjskiego dowódcy Krakowa (pułkownik Oebschelwitz) i wymusiły szybką kontrakcję przeciwnika. 13 maja z Lublina wyruszył w Krakowskie ze swą dywizją generał Aleksander Suworow, który sześć dni później przekroczył Dunajec pod Żabnem i skierował się na Kraków. Na wieść o zbliżaniu się posiłków rosyjskich, Dumouriez zaczął ściągać oddziały rozproszone od Oświęcimia po Rabkę. Z Częstochowy nadciągała dywizja marszałka łomżyńskiego Kazimierza Pułaskiego, który wykonawszy wypad w kierunku Krzemionek, cofnął się do Suchej. Wzmocniono załogę Tyńca, kierując tam oddziały Michała Walewskiego (łącznie tej twierdzy broniło 400 piechoty i 400 kawalerii).
Suworow przybywszy 20 maja do Krakowa, z samą piechotą (ok. 1400 ludzi) wyruszył pod Tyniec, który zaciekle, lecz bezskutecznie atakował nocą z 20 na 21 maja. Odparty ze stratami, cofnął się do Krakowa, gdzie zreorganizował swój korpus włączając część załogi krakowskiej oraz oddziały pułkownika Iwana Drewicza. Po zaledwie jednym dniu odpoczynku rosyjski dowódca, nazwany przez współczesnych „Spartiatą” ze względu na zdolność do błyskawicznych manewrów, wyruszył pod Lanckoronę w celu rozbicia armii polowej konfederatów.
W międzyczasie, z Tyńca wyrwał się Walewski i na czele kilkudziesięciu kawalerzystów popędził pod Lanckoronę.

## Przebieg bitwy
Armia rosyjska dowodzona przez pułkownika Aleksandra Suworowa po nieudanej próbie zdobycia klasztoru tynieckiego skierowała się w stronę Lanckorony, gdzie zbierały się siły konfederackie pod wodzą późniejszego głównego dowódcy armii I republiki francuskiej Karola Franciszka Dumourieza. Słysząc o pochodzie wojsk rosyjskich, Dumouriez rzeczywiście zebrał siły (jednak nie tak liczne jak mówią niektóre źródła, oceniające armie konfederacką na 4000 ludzi), szacowane przez historyków na około 1300 żołnierzy i kilka armat. Rosjanie poza przewagą liczebną mieli także przewagę jakościową, ich oddziały były karniejsze i lepiej uzbrojone od konfederackich. W skład sił gen. Aleksandra Suworowa wchodziły 2 pułki piechoty (astrachański i petersburski) pod dowództwem pułkowników Drewicza i Szepielewa, a także oddział jazdy. Konfederaci dysponowali niezdyscyplinowaną masą zbrojną, która tak naprawdę paliła się tylko do ucieczki z pola bitwy. Dodatkowo w samym dowództwie sił konfederackich dochodziło do tarć między oficerami. Ostatecznie Dumouriezowi udało się zebrać całą armię konfederatów na jednym z pagórków położonych na południe od miasta. Pozycje na prawym skrzydle zajął regiment huzarów gen. Szyca, którego zadaniem było niedopuszczenie, aby nieprzyjaciel okrążył siły polskie. Centrum tworzył oddział strzelców, a lewe skrzydło kawaleria.
Atak wojsk carskich nastąpił od południa z rejonu wsi Palcza. Na sam widok Rosjan polska piechota stojąca w centrum szyku rzuciła się do ucieczki. Tymczasem ustawiona na lewym skrzydle kawaleria konfederacka, wykonując niefortunnie manewr okrążenia sił Suworowa, starła się z wrogą kawalerią. Tak samo jak wcześniej piechota, tak teraz jazda, zaledwie ujrzawszy Rosjan, rzuciła się do ucieczki. A próbujących ją zatrzymać oficerów bądź stratowała, bądź zarżnęła. Taki los spotkał m.in. księcia Kajetana Michała Sapiehę i Antoniego Orzeszkę (obaj mają epitafium w bazylice o. bernardynów w Kalwarii Zebrzydowskiej). Równie niechlubnie zachował się regiment huzarów gen. Szyca, który chcąc wesprzeć uciekające już centrum ruszył na Rosjan, jednak jego siły po oddaniu jednej salwy (która nie wyrządziła żadnej krzywdy wojskom carskim) załamały się. Rosjanie, widząc uciekających konfederatów, rzucili się do pościgu. Udało im się zabić ok. 300 konfederackich bojowników, głównie w okolicznym zagajniku (który na pamiątkę nazwano później Groby). Niewiele brakowało, by Rosjanom udało się dopaść samego Dumourieza, ten jednak zdążył się w porę wycofać. Wielu oficerom konfederackim to się nie udało, np. hr. Miączyńskiemu (który jako jeden z pierwszych konfederatów został zesłany na Syberię).
Konfederaci stracili w bitwie ok. 300 żołnierzy, którzy zostali w większości pochowani we wspólnej mogile znajdującej się w lesie Groby (na granicy wsi Palcza i Harbutowice). Obecnie wznosi się tam drewniana kaplica św. Michała (wybudowana w 2007). Straty rosyjskie zamknęły się w liczbie 4–5 żołnierzy, którzy zginęli w wyniku ostrzału prowadzonego z lanckorońskiej twierdzy. Bitwa pokazała całkowitą słabość źle uzbrojonych i niezdyscyplinowanych sił konfederackich.
Bitwę tę w 1999 upamiętniono na Przełęczy Sanguszki dużym metalowym krzyżem i tablica pamiątkową.